# جاكوب مارك
جاكوب مارك هو سياسي دنماركي، ولد في 16 أكتوبر 1991. نشط حزبياً في حزب الشعب الاشتراكي. وقد انتخب عضو فولكتنغ ‏ عن دائرة Zealand (Folketing constituency) ‏ وقد انضم خلال فترته النيابية ‏ للكتلة البرلمانية حزب الشعب الاشتراكي وانتخب عضو فولكتنغ ‏ عن دائرة Zealand (Folketing constituency) ‏ وقد انضم خلال فترته النيابية ‏ للكتلة البرلمانية حزب الشعب الاشتراكي.